# Cámbium

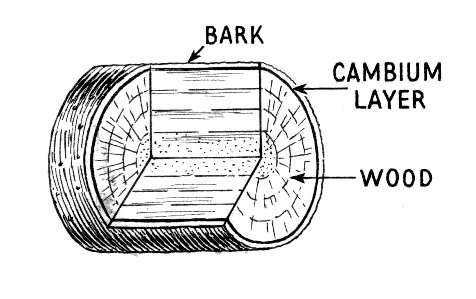
Cámbium en un tronco

En botánica, el cámbium o meristemo secundario es un tejido vegetal meristemático específico de las plantas leñosas, situado entre la corteza y el leño, compuesto normalmente por una capa única de células embrionarias y también de felógeno. 
El cámbium vascular es un meristemo lateral del tejido vascular de las plantas. El cámbium vascular es el origen del xilema secundario (que crece hacia adentro) y del floema secundario (que crece hacia afuera), y se localiza entre estos tejidos en el tallo y la raíz. Algunos tipos de hojas también tienen cámbium vascular.

## Características
Cada año el cámbium origina dos capas de células adultas. La primera, hacia el interior, es de leño (xilema); éstas son las que forman la madera y se reconocen luego como anillos de crecimiento. La segunda, hacia afuera, es otro tipo de tejido el floema, que transporta savia elaborada en dirección a las raíces. 
El cámbium es un meristemo primario remanente, formado por un rastro de células embrionarias derivadas del meristemo apical. Este, situado en el extremo de crecimiento, deja detrás de él además tejidos adultos. El cámbium es responsable del crecimiento secundario en grosor de los tallos, es un meristemo secundario, formado por células adultas que vuelven a recuperar su carácter meristemático.
El cámbium vascular consiste en dos tipos de células:
- Iniciales fusiformes (células altas, axialmente orientadas)
- Iniciales radiales (células casi isodiamétricas - más pequeñas y de formas angulares)

## Estructura y función

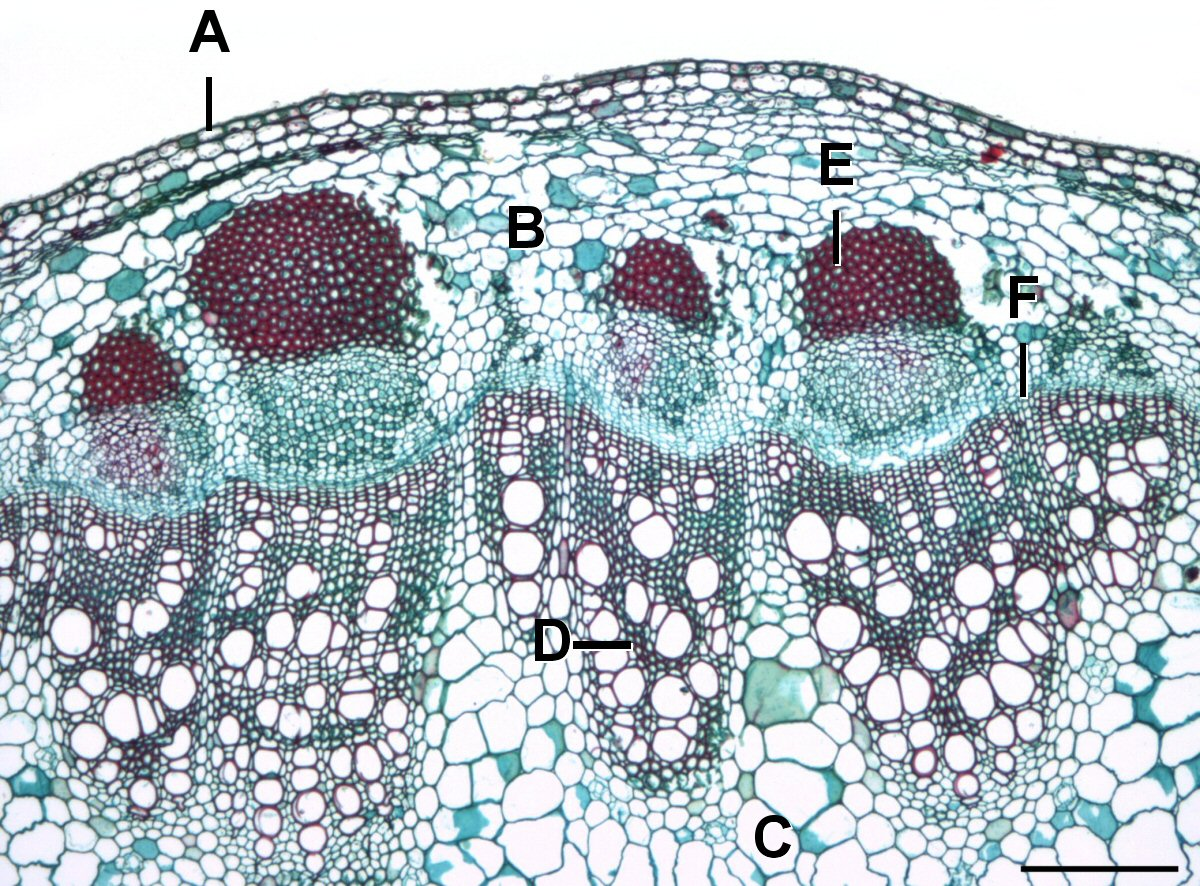
Sección de un tallo de Helianthus. Las células del cámbium vascular (F) se dividen para formar el floema en la parte exterior, ubicado por debajo del capuchón del manojo (E), y el xilema (D) por el interior. La mayor parte del cámbium vascular se encuentra en este caso en los manojos vasculares (óvalos de floema y xilema juntos), pero se comienza a unirse a los mismos en el punto punto F entre los manojos.

El cámbium presente entre el xilema primario y el floema primario se denomina cámbium fascicular (dentro de los haces vasculares). Durante el crecimiento secundario, las células de los rayos medulares, en una línea (como se ve en sección; en tres dimensiones, es una lámina) entre haces vasculares vecinos, se convierten en meristemos y forman un nuevo cambium interfascicular (entre haces vasculares). El cámbium fascicular e interfascicular se unen así para formar un anillo (en tres dimensiones, un tubo) que separa el xilema primario y el floema primario, el anillo de cámbium. El cámbium vascular produce xilema secundario en el interior del anillo, y floema secundario en el exterior, separando el xilema y el floema primarios.

### Mantenimiento del meristemo cambial
El cámbium vascular se mantiene mediante una red de bucles de retroalimentación de señales que interactúan. Actualmente, tanto las hormonas como los péptidos cortos han sido identificados como portadores de información en estos sistemas. Mientras que una regulación similar ocurre en otros meristemos de las plantas, el meristemo cambial recibe señales tanto del lado del xilema como del floema para el meristemo. Las señales recibidas desde el exterior del meristemo actúan para regular a la baja los factores internos, lo que promueve la proliferación y diferenciación celular.

### Regulación hormonal

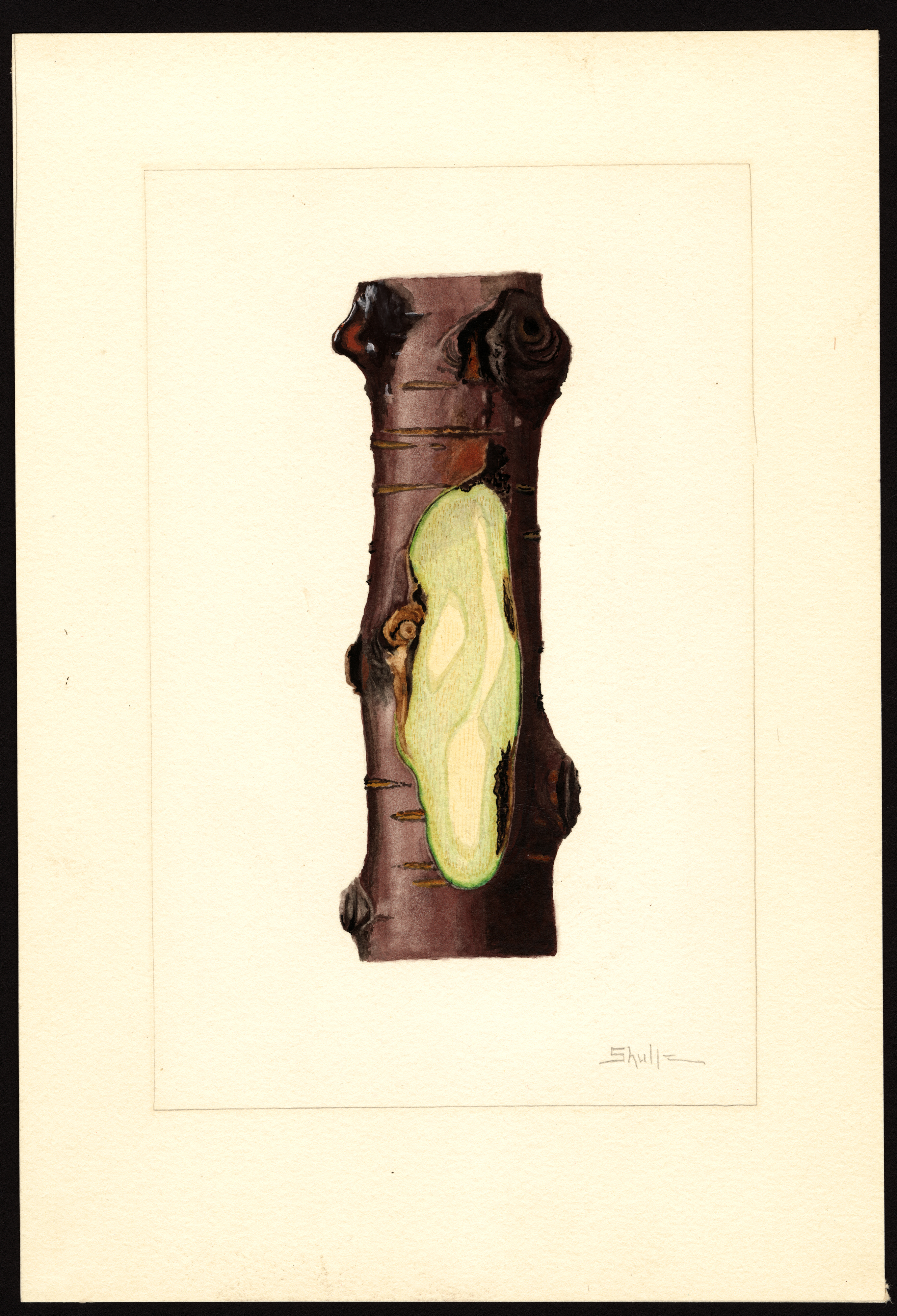
Cuando las plantas leñosas están inactivas (en invierno en el hemisferio norte), arañar la corteza de varias ramas con un clavo o un cuchillo permite observar la capa de cámbium. Si esta capa debajo de la corteza exterior se ha vuelto seca, quebradiza y marrón, indica que la planta no sobrevivió al invierno. Si, para algunas ramitas, la capa es resbaladiza y verde (color temporal debido a la presencia de clorofila en las células cambiales antes de que den madera primaveral), entonces esta prueba indica que algunas (o todas) las partes han sobrevivido. Algunos árboles tienen un cambium fresco que desprende un olor específico, como los abedules cuyo olor proviene de la concentración de salicilato de metilo que constituye la esencia de gaulteria utilizada en la industria del perfume.

Las fitohormonas que intervienen en la actividad cambial vascular son la auxina, el etileno, la giberelina, la citoquinina, el ácido abscísico y probablemente otras más por descubrir. Cada una de estas hormonas vegetales es vital para la regulación de la actividad cambial. La combinación de diferentes concentraciones de estas hormonas es muy importante en el metabolismo de las plantas.
Se ha demostrado que las auxinas estimulan la mitosis, la producción de células y regulan el cámbium interfascicular y fascicular. La aplicación de auxina en la superficie de un tocón de árbol permitió que los brotes decapitados continuaran su crecimiento secundario. La ausencia de hormonas de auxina tiene un efecto perjudicial en una planta. Se ha demostrado que los mutantes sin auxina mostrarán un mayor espacio entre los cámbium interfasciculares y un menor crecimiento de los haces vasculares. Por lo tanto, la planta mutante experimentará una disminución del agua, los nutrientes y los fotosintatos que se transportan a través de la planta, lo que finalmente conduce a la muerte. La auxina también regula los dos tipos de células del cambium vascular, las iniciales de los rayos y las fusiformes. La regulación de estas células iniciales garantiza que se mantenga la conexión y la comunicación entre el xilema y el floema para la translocación de nutrientes y que los azúcares se almacenen de forma segura como recurso energético. Los niveles de etileno son elevados en las plantas con una zona cambial activa y todavía se están estudiando. La giberelina estimula la división celular cambial y también regula la diferenciación de los tejidos del xilema, sin efecto alguno sobre la tasa de diferenciación del floema. La diferenciación es un proceso esencial que cambia estos tejidos a un tipo más especializado, lo que conlleva un papel importante en el mantenimiento de la forma de vida de una planta. En los álamos, las altas concentraciones de giberelina se correlacionan positivamente con un aumento de la división de las células cambiales y un incremento de la auxina en las células cambiales del tallo. La giberelina también es responsable de la expansión del xilema a través de una señal que viaja desde el brote hasta la raíz. Se sabe que la hormona citoquinina regula el ritmo de la división celular en lugar de la dirección de la diferenciación celular. Un estudio demostró que los mutantes tienen una reducción en el crecimiento del tallo y la raíz, pero el patrón vascular secundario de los haces vasculares no se vieron afectados con un tratamiento con citoquinina.

## El anillo cambial

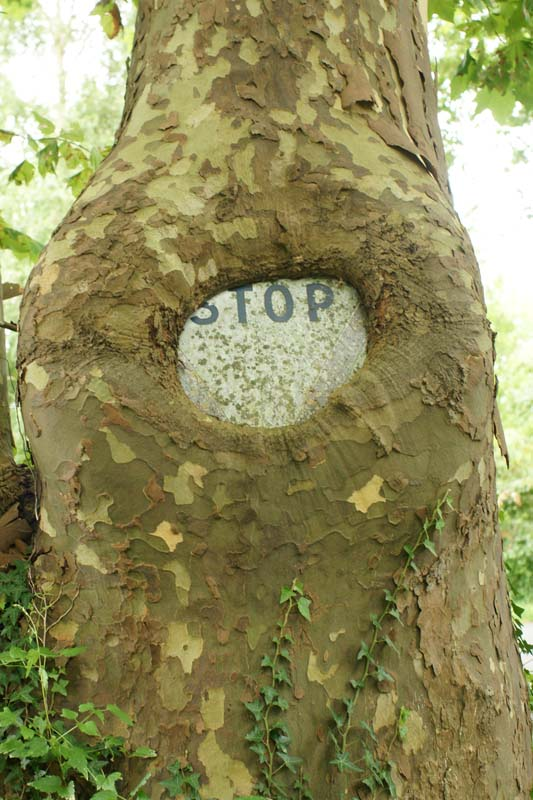
Inclusión de una señal de tráfico "Stop" clavada, antes de 1971, en un plátano en La Genevraye (Seine y Marne, Francia).

La zona generativa está compuesta por una sola capa de células y es sinuosa, luego, al aumentar el diámetro, toma la forma de un cilindro a veces llamado "anillo cambial".
El cambium se crea a partir de las células del parénquima interfascicular que sufren desdiferenciación. Un anillo completo resulta de la fusión de dos tipos de zonas celulares: las células del cambium interfascicular  y las células del cambium intrafascicular. Esta fusión forma así el anillo cambial.
En algunas plantas, especialmente en las dicotiledóneas leñosas, se forma un anillo cambial tan pronto como cesa el crecimiento en longitud, a veces después de unos diez días, comienza la estructura secundaria, el felógeno se iniciará más tarde.
El aumento de diámetro debido al crecimiento puede llegar a provocar inclusiones de objetos externos. Véase la imagen de al lado.
En otras plantas, especialmente las monocotiledóneas, el cámbium sólo se encuentra dentro de los haces vasculares entre el xilema primario y el floema primario. Siendo este cámbium discontinuo, ya no hablamos de un anillo cambial.
En las monocotiledóneas, la ausencia de cambium y su corolario, la ausencia de formaciones secundarias, dificulta mecánicamente la ramificación del aparato vegetativo.

## Nutrición humana

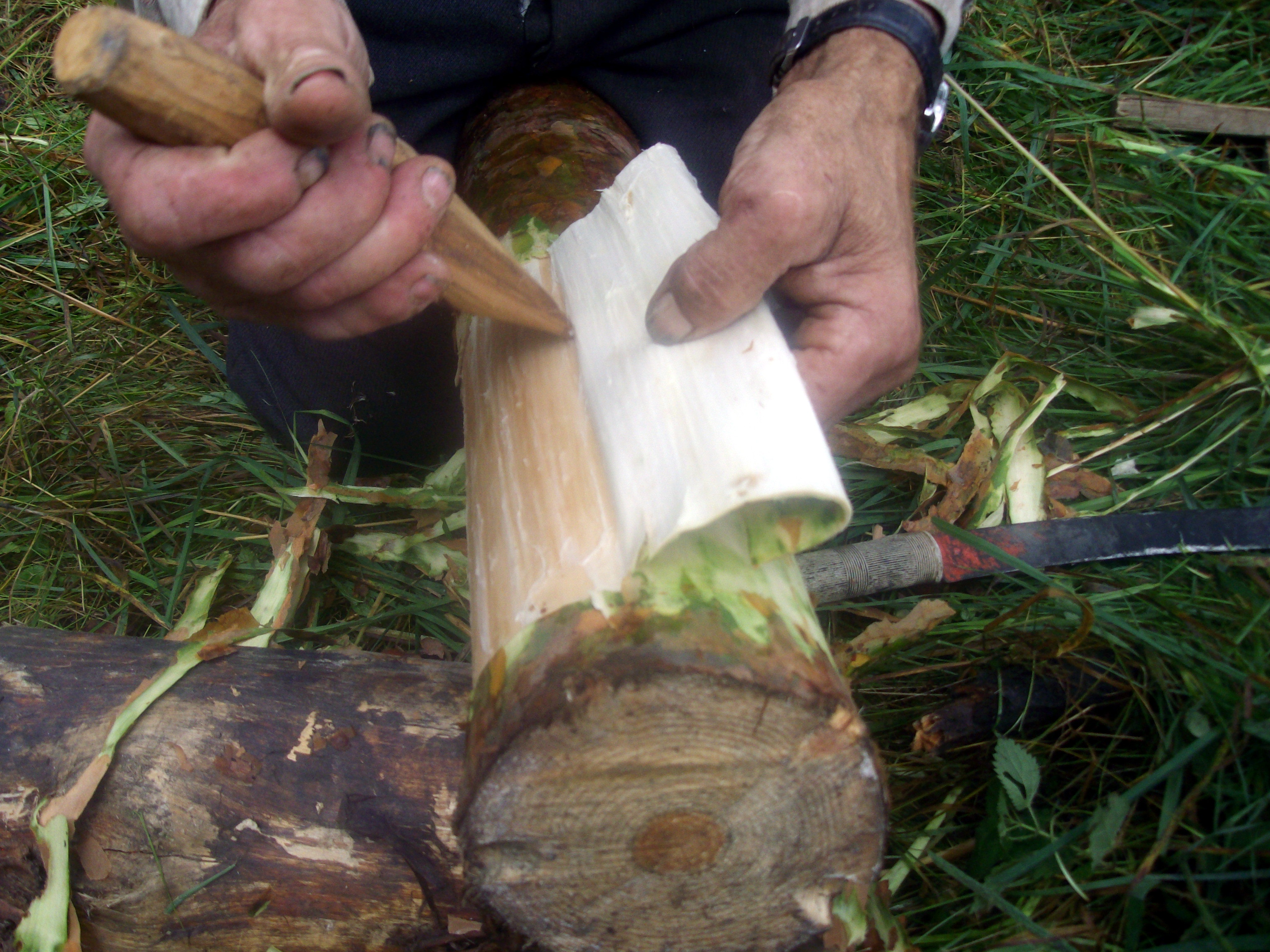
Retirando tiras de líber de la corteza exterior de un pino

El líber, también llamado floema secundario o corteza interior de algunos árboles, ha sido consumido por el ser humano como alimento. 
Debe evitarse eliminar el cámbium de alrededor de un árbol, ya que esto lo matará.
El líber de los siguientes árboles es comestible y se ha consumido: sauce (Salix alba), haya (Fagus sylvatica, Fagus orientalis), arce (todos), abedul (Betula pendula ), tilo (todos), olmo (Ulmus glabra, Ulmus minor, Ulmus rubra), álamo (Populus alba, Populus nigra, Populus tremula), fresno de Pensilvania, y Pinaceae (todos). Más concretamente:
- En los países nórdicos, el líber del sauce, el abedul y el haya se mezclaba con harina de cereales;
- En Noruega y China se mezclaba el líber de olmo con harina; también se daba a los bebés y a los enfermos;
- En Escandinavia, el líber de haya y abedul se mezclaba con harina;
- En Laponia y Siberia, se consumía el líber de abedul; el cambium de Larix decidua se consumía entre los yakutos siberianos en un caldo de leche, harina y pescado;[17]
- En Europa, el líber de los álamos y del Pinus sylvestris se comía mezclado con harina; más ampliamente, el líber de la familia de las pináceas se cortaba en tiras y se cocinaba como la pasta;
- El líber del pino Pinus contorta era consumido por los nativos americanos;
- En Asia, se consumía el líber del álamo;
- El tronco de la palma de sagú es la dieta básica de los Korowai[18] y los Penan, que son pueblos cazadores-recolectores.

## Historia del conocimiento del cambium
Fue el botánico inglés Nehemiah Grew quien utilizó este término médico para esta zona en 1672 en La anatomía de los vegetales. Se refería a esta zona fuera de la madera como el lugar donde el humor nutritivo fermentaba y luego «cambiaba» a madera, de ahí el nombre (del latín clásico cambire: cambiar).
En 1758, Henri-Louis Duhamel du Monceau aclaró el papel de esta fina capa en La Physique des arbres (que trata de la fisiología de las plantas). En él, explica que si se introducen hilos de plata con una aguja entre la madera y la corteza de los árboles, si se introducen bajo el cambium, se encontrarán incrustados en la madera, mientras que si se introducen entre el cambium y la corteza, permanecerán allí, lo que demuestra que el cambium produce algo más que madera. Sin embargo, Duhamel no comprendía cómo esta capa, que él confundía con el mucílago, producía tanto madera como tejido cortical (la base de la corteza).
En 1812, Kurt Sprengel lo describió como un Bildungssaft (una savia formativa) luego en  1816} de Mirbel ya no lo ve como un fluido, sino como una «capa regeneradora».
Fue durante los años 1850-1858 cuando los botánicos admiraron la existencia de una zona generativa «celular» que daba lugar al xilema y al floema, siendo acuñados estos dos términos por Karl Wilhelm von Nägeli en 1858 en Breitraege zur wisseschaftliche Botanik.
La elección de «cambium» para designar esta zona es confusa porque no hay cambio; el término «xilógeno» sería más apropiado y sería la contrapartida de «felógeno» el otro meristemo secundario de las dicotiledóneas arbustivas y las gimnospermas.

## Investigaciones recientes
Los mecanismos biológicos y abióticos que regulan la formación de la madera y el tamaño, la forma y la disposición de las nuevas células, así como el modelo arquitectónico específico de la especie, son todavía poco conocidos. “No sabemos exactamente a través de qué intermediarios las condiciones ambientales influyen en la cantidad y las propiedades de la madera formada". Tampoco sabemos si el cambium tiene biosensores y mecanismos intrínsecos para regular la producción de madera, o si esta regulación es el resultado de fitohormonas u otras señales aún por explorar. En 2015, la tesis de Félix Hartmann propuso un modelo biofísico del cambium y su funcionamiento.
El cámbium (reserva de células madre) y el felógeno pueden regenerarse si la herida no es demasiado extensa. 
En el álamo, se forma una nueva corteza en el plazo de un mes.